# 幽冥旅程
《幽冥旅程》是由Flying Wild Hog開發，Devolver Digital發行的橫向捲軸動作遊戲。於2022年5月5日在Windows、PlayStation 4、PlayStation 5、Xbox One以及Xbox Series X/S等平台上發行。遊戲舞台為日本江戶時代，描述年輕武士‧宏樹為了要向毀滅他所居住的村莊以及所愛之人的真凶展開復仇，而展開一場逃離黃泉的旅程。

## 遊戲方式
《幽冥旅程》是橫向捲軸遊戲動作遊戲。攻擊方式可分為速度快但威力弱的輕擊以及速度慢但威力強的重擊，適時的格擋可以讓敵人的攻擊產生空隙而能藉機反擊。近戰攻擊可以組合方向鍵以及動作鍵並使出相對應的招式，例如向前刺擊，或能夠靈巧地轉身並斬擊從背後攻擊的敵人。所以玩家需要觀察對手的招式並做出相對應的反擊。
玩家一開始的武器有武士刀，隨著劇情發展還能陸續取得手裏劍、弓箭以及大筒等可以進行遠程攻擊的武器。
遊戲背景設定在江戶時代，同時也加入頭目以及神話人物等超自然元素。玩家也可以在部分環境中利用不同的場景效果殺死對手以避免進行戰鬥。
遊戲的玩法是在自由探索以及使用固定攝影機角度的橫向卷軸動作間來回交替。雖然遊戲是線性敘事劇情，但關卡中存有秘密地區，玩家可以在裡面找到額外提升生命值及耐力值的物品，也能找到武器彈藥或是收集用品。玩家在遊玩時還會找到補充玩家生命值及耐力值，並能自動進行存檔的神棚，但每個神棚只能使用一次。玩家也可能會遇到其他友好的非玩家角色，這些角色可能會為玩家提示下一步要去那裡的線索。
遊戲設計雖然具有挑戰性，但還是能夠調降遊戲難度的歌舞伎模式。當玩家順利通關遊戲後，就會因此解鎖額外的劍聖難度，在此難度下，敵我雙方只要一擊就會立即死亡。
遊戲過程中會因為玩家的不同選項而有三種不同的結局。另外在第三章時，如果能夠打贏頭目戰也能達成隱藏結局。

## 故事大綱
在主角‧宏樹小時候，其居住的村莊曾遭到盜賊首領‧影炎率眾襲擊，讓他因此失去自己敬愛的師傅‧三十郎，並讓他向師傅發誓一定會繼續守護住村莊。隨著歲月的經過，宏樹已經成長為一名精通劍術的年輕武士，並與師傅的女兒‧愛子一起過著和平安穩的日子，但某日卻碰上影炎為了報仇而再次率領盜賊們前來襲擊村莊，並讓宏樹因此失去他決心守護的一切以及自己的性命。從幽冥黃泉中甦醒過來的宏樹決心要逃離冥界並且重返人間向影炎進行復仇。

## 登場角色
宏樹（ヒロキ）
日文配音：加藤將之
本作主角，從小父母雙亡並由師傅三十郎收養他。在師傅為了保護他和村莊而不幸被影炎所殺後，宏樹與師傅約定好會繼續保護村莊。隨著年月的經過而成長為一名精通劍術的年輕武士並與師傅的女兒‧愛子一起守護著村莊。
由於中了影炎的調虎離山之計，導致自己失去了最愛的愛子以及誓言守護的村莊，並因此被影炎所殺而丟了性命。但在愛子靈魂的引導下前往幽冥，並為了要向影炎復仇而展開一場逃離幽冥的旅程。
從遊戲收集品給予的暗示來看，他本人以及父母似乎都是皇族子孫，但因為政治鬥爭而被迫逃離皇宮並流落民間。
日文名字的漢字則是寫為大輝
愛子（アイコ）
日文配音：布萊德庫特·莎拉·惠美
三十郎的愛女，也是宏樹的青梅竹馬。在父親三十郎為了保護村莊而遭到影炎所殺後，與宏樹一起成長生活並共同合作守護村莊。
因為宏樹中了影炎的調虎離山之計，讓影炎辰趁機襲擊村莊並不幸被其殺害。死後其靈魂引導宏樹前往幽冥之中。
如果玩家操控的宏樹離開幽冥之前，選擇愛子的話，會在打敗影炎後決定與他同歸於盡，並在幽冥中與愛子一起常伴左右。
玩家操控的宏樹如果能夠在第三章打敗影炎，會在之後發現愛子的屍體，並讓他因此傷心地獨自離開村莊而不知去向。
三十郎（サンジュウロウ）
日文配音：白熊寛嗣
劍術道場的師傅，也是村內的名人，盡心教導宏樹劍術。但在一開始影炎帶領盜賊襲擊村莊時，為了保護村莊以及宏樹而不幸遭其所殺，臨死前交代宏樹要繼續守護村莊與愛子。
如果玩家操控的宏樹離開幽冥之前，選擇遵守與師父之間的承諾的話，會在打敗影炎後，繼續守護村莊。
影炎（カゲロウ）
日文配音：大塚明夫
盜賊頭目，個性殘暴。過去曾帶領手下襲擊宏樹等人居住的村莊，但遭到宏樹以及三十郎擊敗而身亡。之後他為了報仇而從幽冥重返人間，並再次帶領手下襲擊村莊，大肆燒殺擄掠。

## 遊戲開發
遊戲總監Leonard Menchiari在嘗試使用虛幻引擎中的黑白畫面濾鏡時萌生了製作這款遊戲的想法。於是在他完成本作的原型後，就找上知名獨立遊戲發行商Devolver Digital，發行商也在接受這個點子後交給他們長期的合作夥伴之一，位於波蘭的遊戲工作室Flying Wild Hog，並討論出要製作一款故事背景在江戶時代的遊戲。工作室對這個點子產生興趣，並同意擔任該遊戲的開發者。於是Devolver Digital就讓Menchiari和Flying Wild Hog一起合作，開始了本作的製作。遊戲深受經典日本武士電影的啟發，尤其是導演黑澤明的電影。至於採用2D橫向卷軸玩法則是受到1920年代到1930年代無聲電影的影響，所以「遊戲中每個場景的設計看起來都更像是一個個神奇的移動戲院舞台，而非螢幕」。另外根據遊戲總監Marcin Kryszpin的說法，《幽冥旅程》的設計初衷並非大型遊戲，所以遊戲時長設計成大約只要五個小時就能通關。
根據Menchiari的說法，遊戲的故事和主題集中在兩個主要部分，日本歷史和日本神道的神話。由於故事背景設定在日本江戶時代，所以團隊也進行了大量的考證以確保本作在歷史上的準確性和真實性。團隊也諮詢了日本歷史學家Aki Tabei Matsunaga，她幫助團隊進行翻譯以及確認角色的對話風格，讓內容可以更符合該時代。該團隊還以江戶東京博物館的展示品作為基礎，設計遊戲內的各種收集品。團隊也與Emperia Sound and Music公司以及作曲家Yoko Honda、Cody Matthew Johnson等人合作製作遊戲音樂，並採用江戶時代就存在的日本樂器，例如太鼓和三味線等樂器來錄製遊戲的原聲帶。他們在錄製過程中也聘請了一個雅樂樂隊來演奏遊戲的音樂。
Devolver Digital在2021年E3展中正式公開這款遊戲。該遊戲在2022年5月5日發售，並發行在Windows、PlayStation 4、PlayStation 5、Xbox One以及Xbox Series X/S。遊戲發售首日也登上Xbox Game Pass提供給訂閱的玩家游玩。

## 評價
根據匯總媒體網站Metacritic，《幽冥旅程》獲得的評價褒貶不一。 評論家們的結論是《幽冥旅程》雖然在美學和視覺效果方面表現出色，但它的戰鬥，探索和敘事卻是平淡無奇。
遊戲部落格Destructoid的評論家Zoey Handley給遊戲打了7分（滿分10分）。他寫道：「遊戲玩法實在是太過平庸了。糟糕的探索、平淡無奇的戰鬥，以及馬馬虎虎的敘事內容都無法透過遊戲中的美術來彌補，與其驚人的美術相比後，變成每一項都很糟糕。」 
電子遊戲月刊的Michael Goroff則是讚揚了這款遊戲的視覺呈現，他說：「這是一款精美的遊戲，充滿細節的背景、動態的攝影機角度和了解如何充分利用黑白色調的燈光⋯⋯《幽冥旅程》之所以如此具有視覺上的衝擊性，是因為它的各種攝影機角度，讓你宛如感覺到自己正在觀看一個活生生的立體模型。」
Game Informer的Jill Grodtwrote 寫道：乏味的遊戲循環和視覺效果讓人想起「⋯⋯PlayStation 2時代的遊戲中擁有的缺點，無法讓人有太多懷舊感。」
Game Revolution的Jason Faulkner將本作比喻為像是黑澤明的電影，同時稱讚遊戲的灰階視覺效果和音樂，但批評其缺乏特色。他寫道：「《幽冥旅程》減少很多人為的要素，讓本作變成像是電影《用心棒》般而受觀眾喜愛⋯⋯《幽冥旅程》是一部黑澤明的電影，但去掉了所有特寫鏡頭和舞蹈後，只留下漂亮的廣角鏡頭讓觀眾滿意。」
GamesRadar+的Richard Wakeling同樣讚揚了《幽冥旅程》從黑澤明電影中獲得的靈感，並稱讚其遊戲中的天氣效果、流暢的攝影和單一的視覺效果是“極好的致敬”，並總結道；「遊戲玩法的缺陷令人失望，但《幽冥旅程》仍是一款華麗而引人入勝的遊戲」。另外GamesRadar+的Jon Bailes同樣稱讚遊戲的獨特美學，但其重複、膚淺和無法吸引人的戰鬥，如果與另一款遊戲《師父》相互比較是較為不利的。
IGN的Travis Northup則是批評了遊戲的支線任務和謎題，認為這些東西太過簡單，只是順手添加進去，並沒有進一步去推展其內容，而且也幾乎沒有能利用周遭環境消滅敵人的機會。
PC Gamer的George Yang則批評本作不協調和笨拙的戰鬥方式，他表示：「《幽冥旅程》想要仿效電影，但遊戲的操控和宛如木偶戲般的動畫無法達到像是電影般對決的流暢度。」
Push Square的Robert Ramsey給遊戲打了7分（滿分10分），他總結道，「《幽冥旅程》是一款不錯的武士動作遊戲，其出色的表現大大提升本作的分數。雖然只花費幾個小時，但這是一個簡短且最終令人滿意的故事，並將一些簡單卻非常有效的環境設計以及獎勵功能的戰鬥系統順利結合在一起。」
Shacknews的Ozzie Mejia則讚揚了其獨特的演出方式，清脆的刀劍互擊聲以及豐富的關卡，並向黑澤明的影迷推薦這款遊戲。

## 外部連結
- 官方网站